# 에어리어의 기사
《에어리어의 기사》(일본어: エリアの騎士)는 일본의 이가노 히로아키의 만화로, 소년 만화잡지 「주간 소년 매거진」에서 2006년 21 · 22 합병호부터 2017년 17호까지 연재되어 57권으로 완결 된 학원물, 스포츠만화다. 일본 대표 10번을 짊어진 형 스구루와 그 동생 카게루가 매니저로 일하며 플레이를 향한 꿈을 꾸는 축구를 사랑하는 두 형제의 이야기를 그리고 있다.
2012년 1월부터 9월까지 TV 아사히 계열에서 애니메이션이 방영되었다.

## 개요
코단샤 발행의 소년 만화잡지 「주간 소년 매거진」 2006년 21 · 22 합병호부터 연재 개시.
본작은 전제, 축구를 소재로 한 작품이다. 「본편」이 되는 에피소드는 주인공인 아이자와 카케루의 고교 축구부가 전국 대회, 또 그 전 세계로 목표로 해 가는 성장 이야기를 축으로 해, 그 과정에서 관련되어 가는 히로인이나 중요 인물등을 시작으로 하는 여러 가지 사람들의 모습을 그린 픽션 작품이다.
또, 「본편」이란별로 그 전날담에 상당하는 에피소드 「예외편」이라고 덤 개그 만화의 「4팽이」가 존재해, 「예외편」은 지금까지 「주간 소년 매거진」 2007년 28호(제9권 수록), 2009년 9호(제15권 수록), 「월간 소년 라이벌」2009년 8월호(제18권 수록) 등, 「4팽이」는 단행본 권말(신작)이나 「매거진 SPECIAL」로 각각 게재되고 있다.
「주간 소년 매거진」 2011년 43호에서 텔레비전 애니메이션화가 발표되었다. 2012년 1월부터 9월까지 방영.

## 등장인물

### 주요인물
아이자와 카케루 (逢沢 駆)
성우 : 산페이 유코, 카네다 토모코 (유년 시절)
니시마 나나 (美島 奈々)
성우 : 이토 시즈카
아이자와 스구루 (逢沢 傑)
성우 : 후쿠야마 쥰, 쿠마이 모토코 (유년 시절)

### 에노시마 고교
아라키 류이치 (荒木 竜一)
성우 : 이시다 아키라
효도 마코토 (兵藤 誠)
성우 : 카케하시 아츠시
오다 료마 (織田 涼真)
성우 : 나미카와 다이스케
사와무라 유우지 (沢村 優司)
성우 : 타케우치 켄
히노 쥰페이 (火野 淳平)
성우 : 시가 카츠야
마토바 카오루 (的場 薫)
성우 : 요나가 츠바사
타카세 미치로 (高瀬 道朗)
성우 : 탄자와 테루유키
나카츠카 코우타 (中塚 公太)
성우 : 시라이시 미노루
야쿠모 코우지 (八雲 高次)
성우 : 미즈시마 타카히로
호리카와 아키토 (堀川 明人)
성우 : 코야스 타케히토
카이오우지 코우 (海王寺 豪)
성우 : 하라다 마사오
쿠레바야시 레오 (紅林 礼生)
성우 : 시모노 히로
리 아키토시 (李 秋俊)
성우 : 미우라 히로아키
이와키 텟페이 (岩城 鉄平)
성우 : 미키 신이치로
콘도 마사카츠 (近藤 正勝)
성우 : 니시 린타로
야마나시 이치로 (山梨 一郎)
성우 : 사카구치 다이스케
후쿠시마 모모코 (福島 桃子)
성우 : 키모토 오리에
교장 (校長)
성우 : 오카 카즈오

### 카마쿠라 학관
사에키 유스케 (佐伯 祐介)
성우 : 신가키 타루스케
타카죠 아키라 (鷹匠 瑛)
성우 : 나카무라 유이치
쿠니마츠 히로미 (国松 広実)
성우 : 스즈키 치히로
세라 우쿄 (世良 右京)
성우 : 코우노 히로시
니시지마 시게오 (西島 茂夫)
성우 : 미즈시마 타카히로
쿠마가이 (熊谷)
이시카와 (石川)
엔도 마나부 (遠藤 学)
성우 : 이이다 토시노부
사카키 (榊)

### 요우인 학원
아스카 토오루 (飛鳥 享)
성우 : 카시하라 요시히사
오니마루 하루키 (鬼丸 春樹)
성우 : 사카구치 다이스케
마야 신노스케 (真屋 信之助)
에미시 타쿠미 (蝦夷 匠)
타오카 스구루 (田岡 優)

### 사가미가우라 고교
텐도우 카즈히데 (天童 一英)
성우 : 모리카와 토시유키
텐도우 츠구히데 (天童 次英)
성우 : 히노 사토시
린도우 유우키 (竜胆 勇気)
시가라키 고로 (信楽 五郎)
마츠모토 이노스케 (松本 伊之助)
세가 잇키 (瀬賀 一輝)
후지카와 타츠미 (藤川 辰巳)
아쿠츠 마사미 (阿久津 正美)

### 쇼난대 부속 고교
히비노 코이치 (日比野 光一)
성우 : 키사이치 아츠시
혼다 마이클 (本田 マイケル)
성우 : 호시 소이치로
히루마 아츠시 (比留間 敦)
성우 : 타케다 코지
니시오 다이사쿠 (西尾 大作)
성우 : 니시 켄스케
츠쿠모 유타카 (九十九 豊)
성우 : 시이바시 카즈요시
야마모토 에이키치 (山本 永吉)
아소 카즈시 (麻生 一志)
성우 : 사이토 지로
키도코로 (木所)

### 츠지도 고교
후와 킨이치 (不破 欣一)
성우 : 토쿠모토 유키토시
하세가와 쿄우스케 (長谷川 京介)
성우 : 야구치 유우
의세타 신타로 (瀬田 慎太郎)
성우 : 이시노 류조
신도우 노부아키 (新堂 信明)
성우 : 츠보이 토모히로
쿠마다 카즈오 (熊田 和夫)
성우 : 코다 마사아키
이시카와세 (石川敬)
아카키 토오루 (赤城 徹)
스가마 쇼우 (菅間 翔)
성우 : 스즈키 마사루
혼다 켄토 (本田 健人)
성우 : 키타시마 쥰지
오니즈카 마키오 (鬼塚 真木生)
우류 죠지 (瓜生 丈二)

### 도쿄 축구 학원 고교
레오나르도 실버 (レオナルド・シルバ)
성우 : 시라토리 테츠, 키시오 다이스케 (유년 시절)
무라사키 마이 (群咲 舞衣)
성우 : 스도우 사오리
리카르도 베르나디 (リカルド・ベルナルディ)
성우 : 나카타 하야토
패트릭 젬파 (パトリック・ジェンパ)
성우 : 토리우미 카츠미
카자마키 료 (風巻 涼)
반도 슈우타 (板東 翔太)
오오바 에이키치 (大場 永吉)
카라키 요스케 (唐木 洋介)
성우 : 다카나시 켄고
카토 렌지 (加藤 連次)
유키무라 타쿠 (幸村 拓)
카와사키 유타카 (川崎 豊)
키타가와 소스케 (喜多川 宗助)
성우 : 이세 후미히데
로드리게스 요시다 (ロドリゲス・ヨシダ)
고토 고로 (後藤 五郎)

### 일본 대표

#### 일본 대표 (사무라이 블루)
사쿠라이 이세이 (桜井 一青)
시마 료스케 (島 亮介)
토노 미키야 (遠野 幹也)
아키모토 나오키 (秋本 直紀)

#### 여자 대표 (나데시코 재팬)
이시키 타에코 (一色 妙子)
성우 : 히다카 노리코
나카에 미나 (中江 美奈)
나카무라 치카 (中村 千佳)
오오츠키 사쿠라 (大月 さくら)
하나이 (花井)
후쿠다 유리 (福田 由里)
고토 (五島)
성우 : 미츠야 유지
타케다 신지 (竹田 伸司)
이나바 나오미 (稲葉 直美)

### 기타 선수
헿 (金 大順)
박종현 (朴 鐘玄)
미나 마이어 (ミーナ・マイヤー)

### 에노시마 고교의 가족
카케루의 아버지
성우 : 타하라 아루노
카케루의 어머니
성우 : 사쿠마 레이
아이자와 미토 (逢沢 美都)
성우 : 신도 케이
나나의 어머니
성우 : 나가시마 유우코
아라키의 어머니
성우 : 호리코시 마미
타카세 가 (高瀬家)

### 그 외
미네 아야카 (峰 綾花)
성우 : 오오하라 사야카
죠노우치 켄고 (城之内 健吾)
로베르토 (ロベルト)